# 保羅·托佛利
保羅·托佛利（義大利語：Paolo Tofoli；1966年8月14日—），意大利前男子排球運動員、排球教練。他曾經代表意大利國家排球隊出場342次，並且四次參加奧運會。